# Медко Олександр Олексійович
Медко́ Олександр Олексійович  (5 травня 1952 р., Запоріжжя, СРСР — 23 лютого 2020 р., Запоріжжя, Україна) — поет, перекладач, член Національної спілки письменників України (з 2016 р.), голова Запорізької організації НСПУ (2017—2020).

## Біографія
Закінчив філологічний факультет Далекосхідного державного університету (м. Владивосток, СРСР) у 1975 р..
Служив на Сахаліні та Курильських островах у полку радіорозвідки ГРУ.
Працював на виробництві, у редакціях газет, на телебаченні та радіо, зокрема в радіожурналі для моряків і рибаків «Тихий океан». Наприкінці 70-х рр. ХХ ст. пішов з журналістики, працював побутовим фотографом.
Писати вірші російською мовою почав приблизно з 14 років. Творчий дебют відбувся у 2011 році, коли у журналі «Хортиця» (№ 1) була опублікована добірка віршів.
Першу свою книгу — збірку віршів «Хора» — випустив навесні 2015 року. Потім були збірки «Буття і порожнеча» (2016), «Категорія sacrum» (2017), «Про природу» (2018), «Прозора межа мови» (2019).
Помер 23 лютого 2020 року у Запоріжжі. Похований на Капустяному кладовищі в Запоріжжі.

## Нагороди
- Лауреат міжнародної літературної премії імені Григорія Сковороди «Сад божественних пісень» (2019) за глибоке філософське осмислення нашої реальності й переклади давньогрецького поета-філософа Парменіда у книзі «Буття і порожнеча»[7][16].
- Лауреат літературно-мистецької премії імені Пантелеймона Куліша (2019) за книгу філософських поезій «Хора» та за успішне поривання створення у свідомості українського народу новітнього космічно-духовного образу нашої героїчної Батьківщини-України [17].
- Лауреат Міжнародної літературно-мистецької премії «Світ Пограниччя» (2020) за літературне відкриття величного храму Природи козацького краю у фотоальбомі поезій «Прозора межа мови» [18].